# Godétch
Godétch (en bulgare Годеч) est une ville de l'ouest de la Bulgarie.

## Géographie
La ville de Godétch est située dans l'ouest de la Bulgarie, à 45 km au nord-nord-ouest de Sofia.
La ville est le chef-lieu de la commune de Godétch, qui fait partie de la région de Sofia.

## Galerie

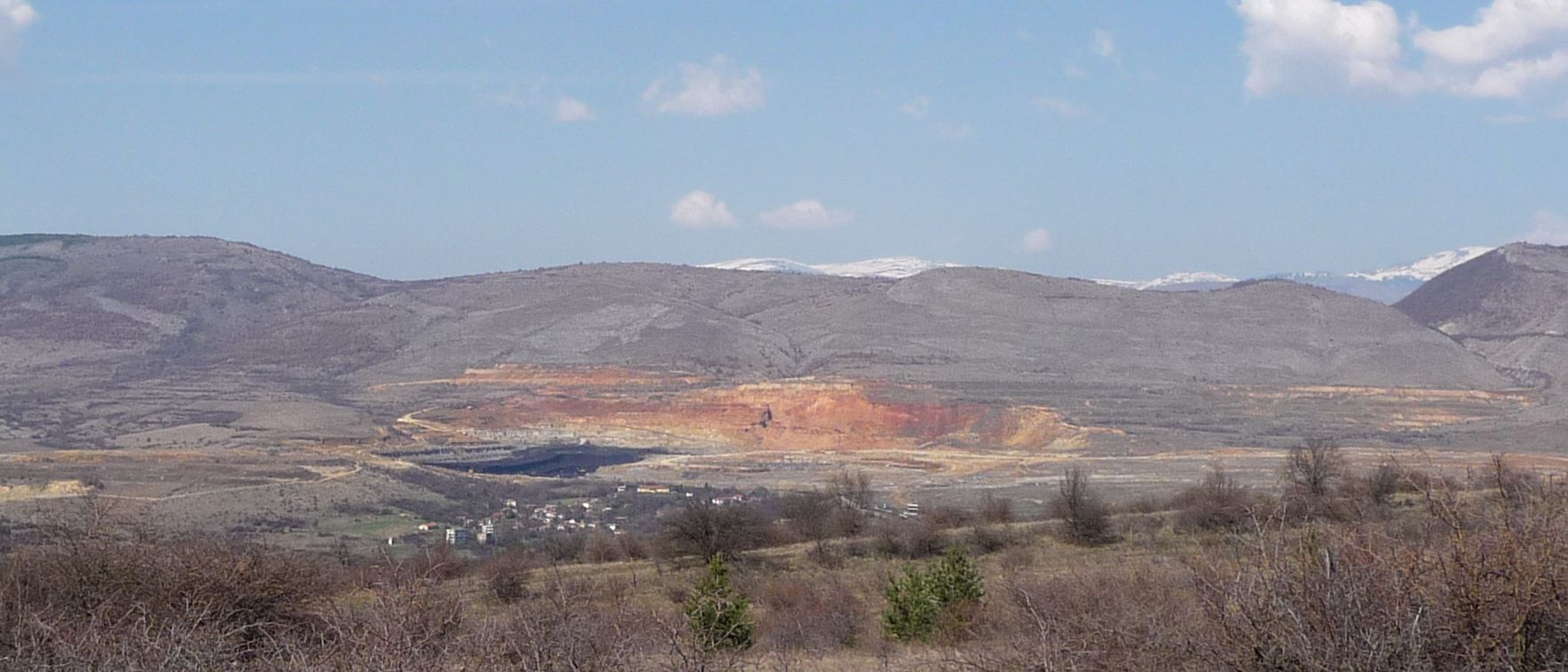
Le bassin de Godétch
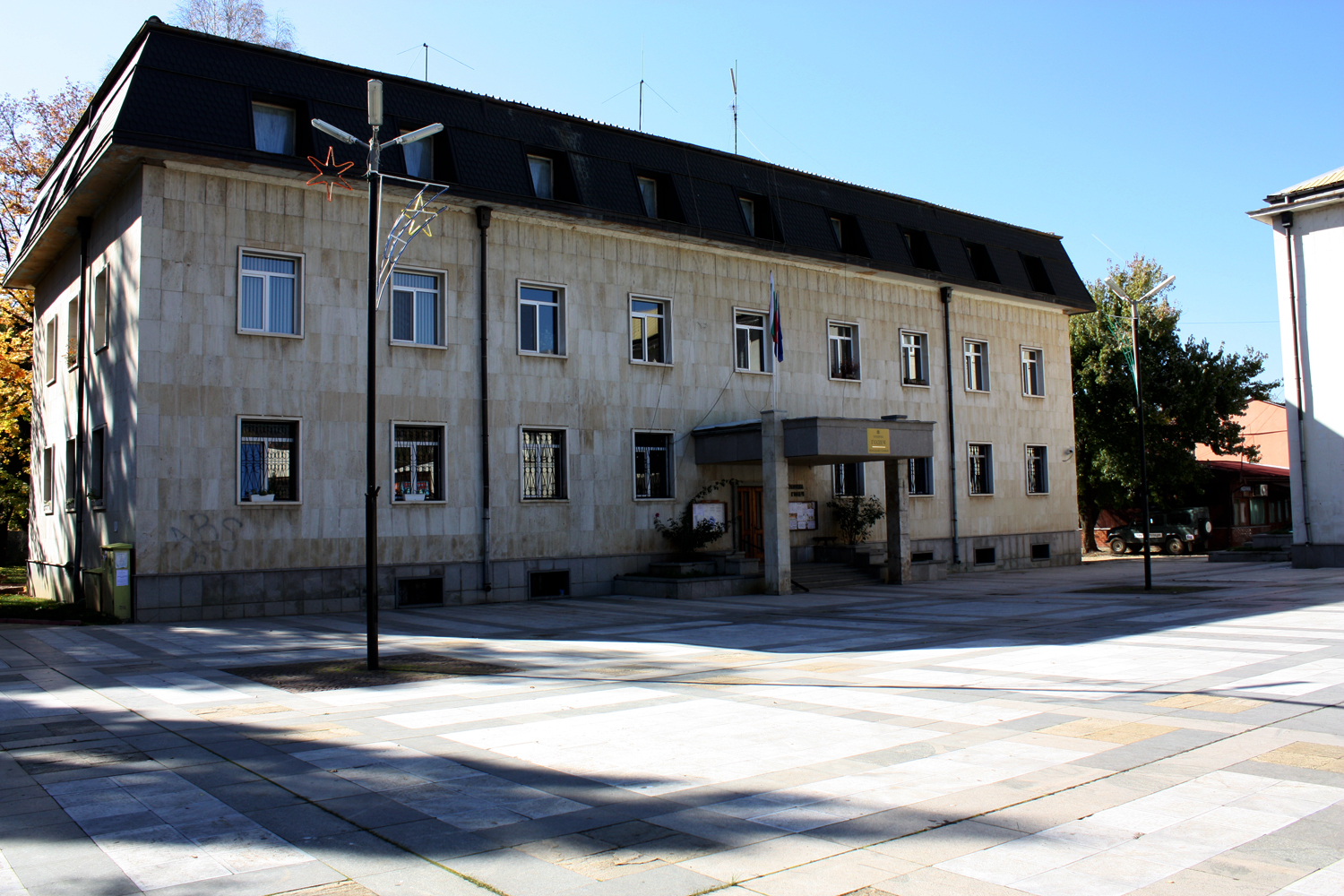
La mairie de Godétch
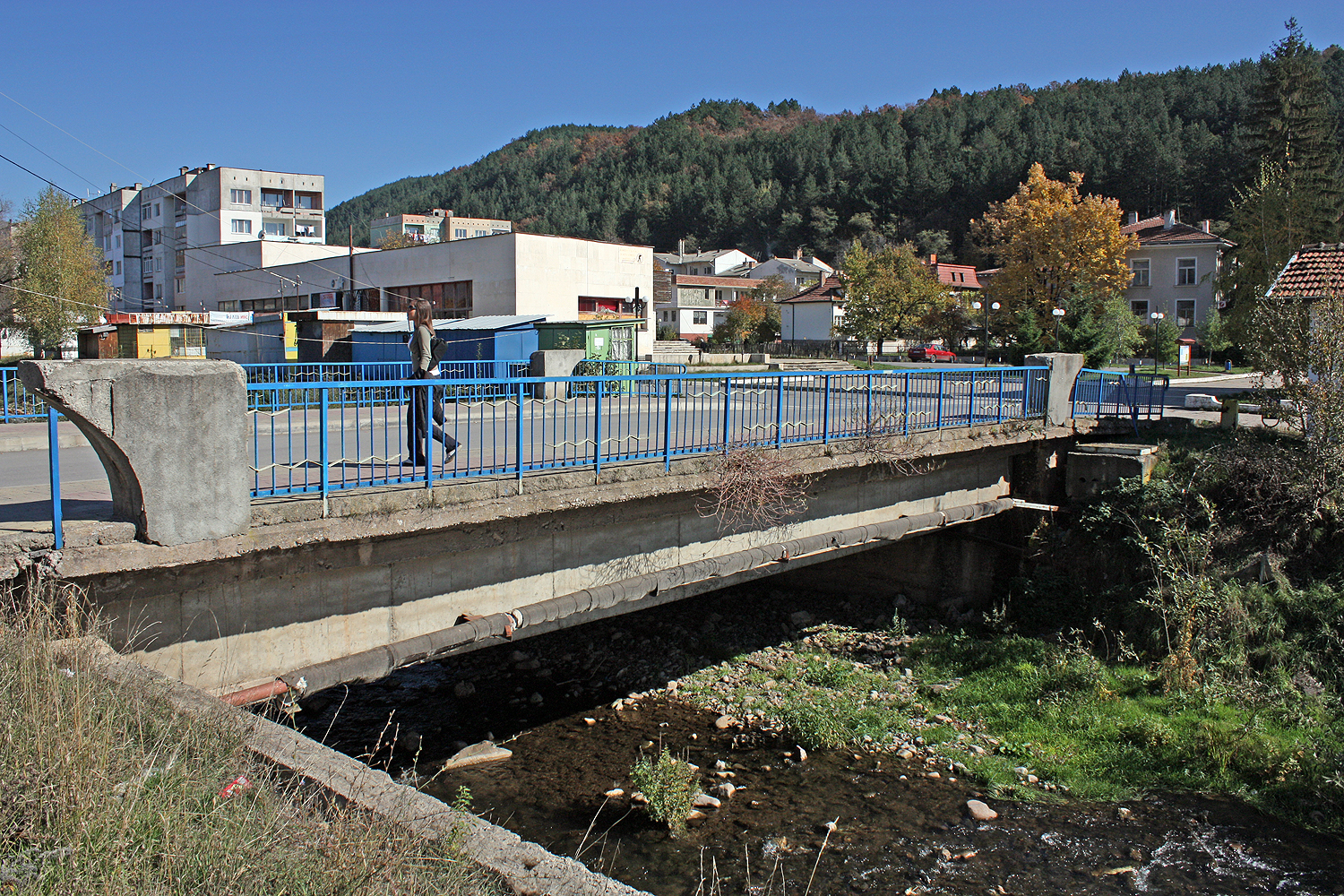
Le pont sur la Nichava
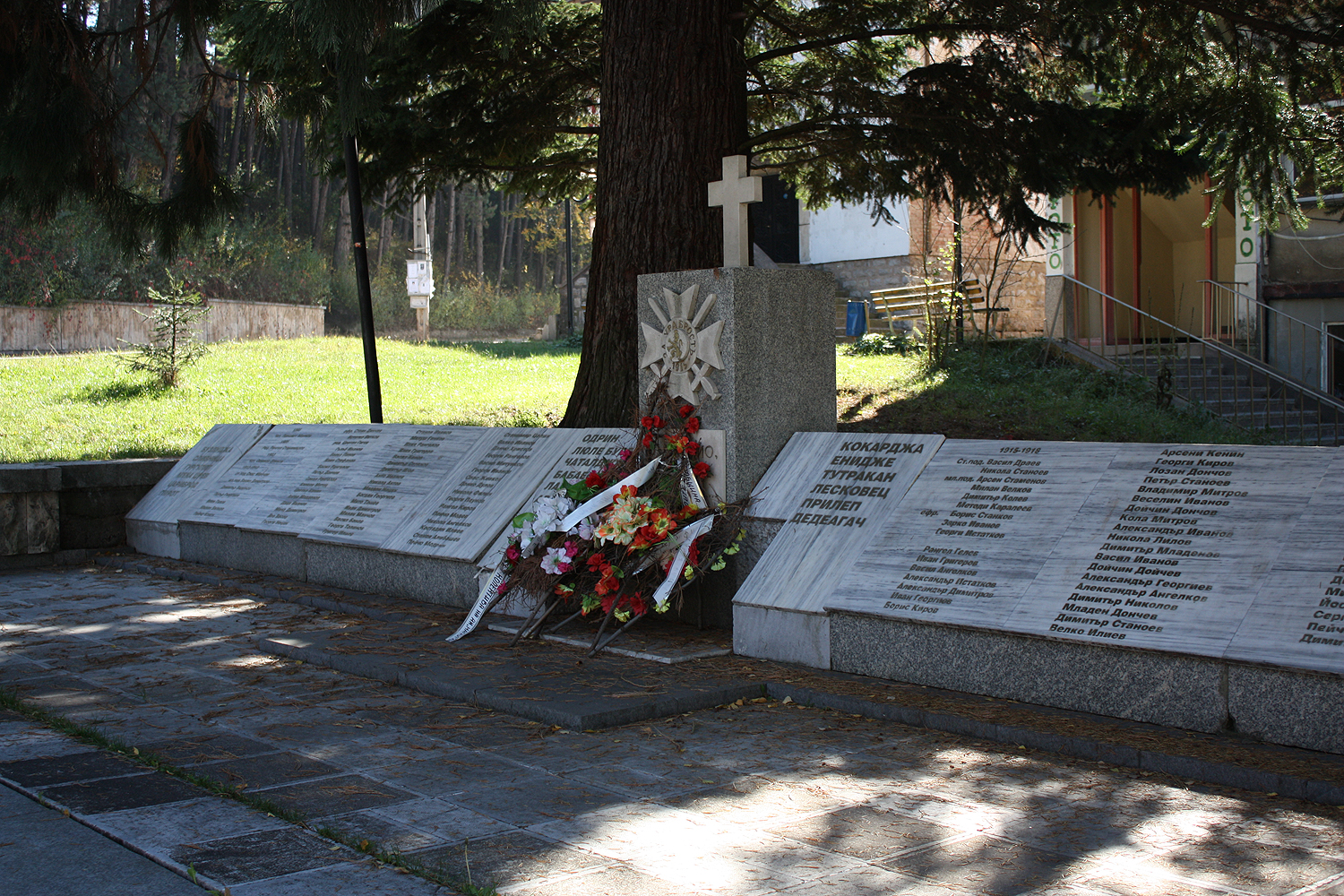
Monument aux morts dans les guerres pour la Bulgarie
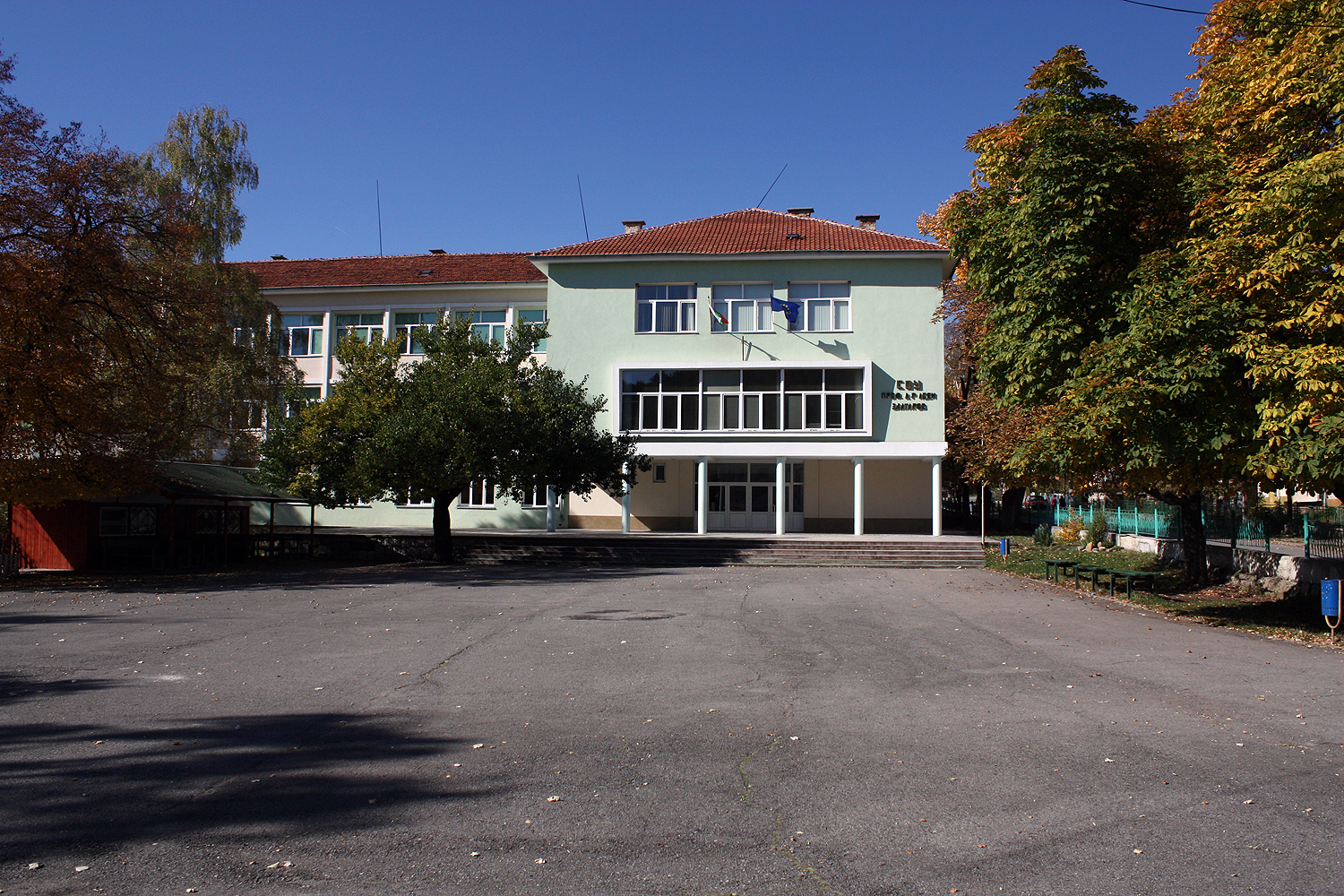
L'école secondaire de Godétch
Monastère Svéti Doukh (Saint-Esprit) près de Godétch